# Jonny stiehlt Europa
Jonny stiehlt Europa é um filme mudo alemão de 1932, do gênero comédia policial, dirigido por Harry Piel. 